# Dakbedekking

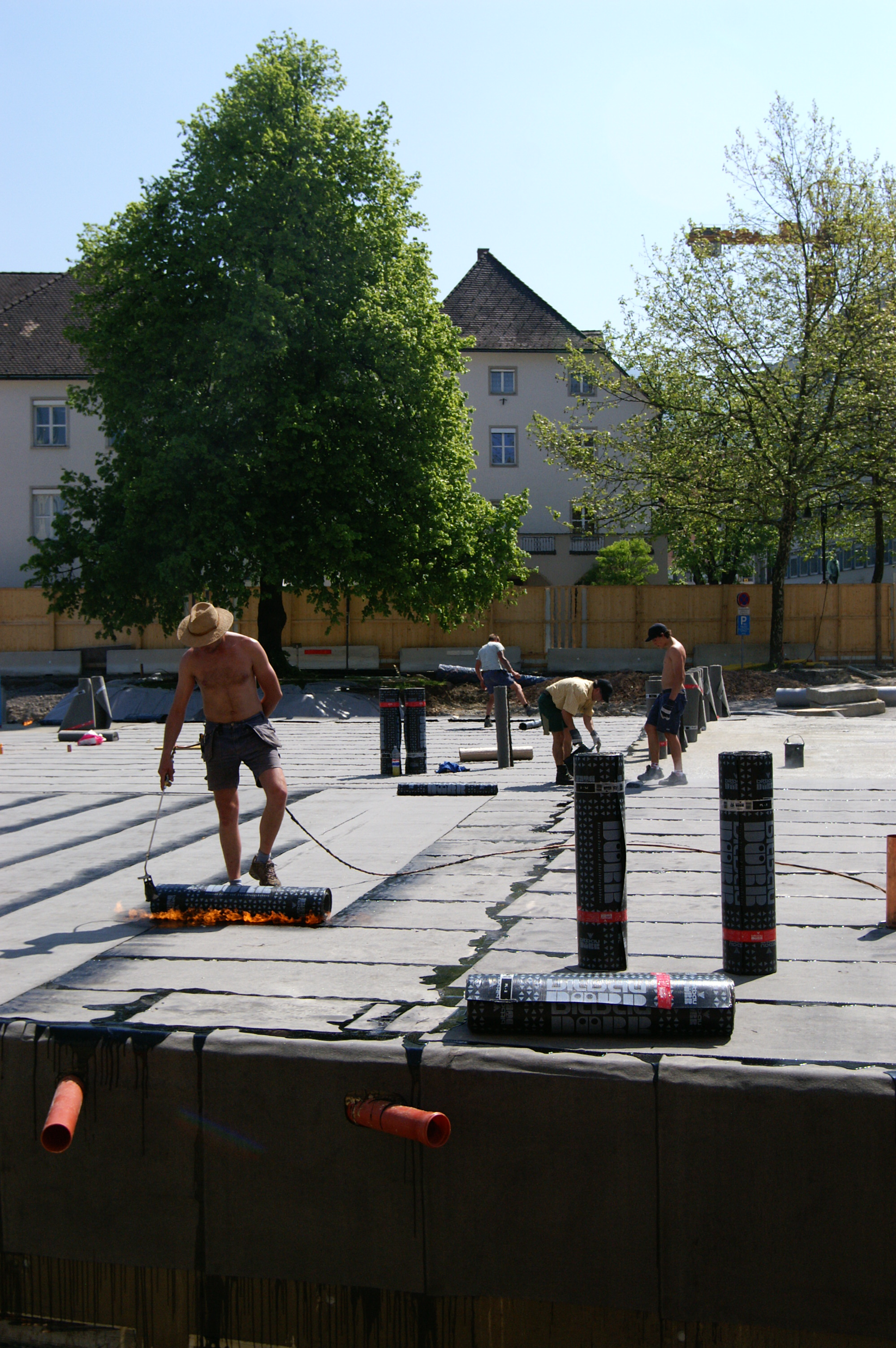
Aanbrengen van bitumineuze dakdekking op een plat dak

Dakbedekking of dakbekleding is een beschermende laag die op een plat of hellend dak wordt aangebracht, om dit waterdicht, sneeuwdicht en tochtvrij te maken, zodat het dak kan beschermen tegen dieren, hitte, wind en zonlicht.

## Beschrijving
De dakbedekking moet het liefst onbrandbaar, bestand tegen atmosferische invloeden, licht van gewicht zijn, alsmede weinig onderhoud vragen en eenvoudig zijn aan te brengen. Bij schuine of hellende daken zijn vorm en kleur van de dakbedekkingselementen van belang want zij bepalen uiteindelijk het esthetisch effect van het gebouw waarop ze zijn aangebracht. Bij platte daken speelt dit geen rol, wanneer de platte daken als terras worden gebruikt, worden aan de dakvloer speciale eisen gesteld.
Platte daken vragen een geheel waterdichte bedekking. Bij hellende daken moeten de bedekkingselementen afwaterend zijn aangebracht, dat wil zeggen het water dient ervanaf te lopen zonder naar binnen te dringen, het dak is in letterlijke zin niet waterdicht. Verder is het van belang dat de dakbedekking dampdoorlatend is. Is dat niet het geval, dan dient er aan de binnenkant van de dakconstructie een dampremmende laag te worden aangebracht om te verhinderen dat woonvocht in de constructie dringt en condensatie veroorzaakt.

## Materialen

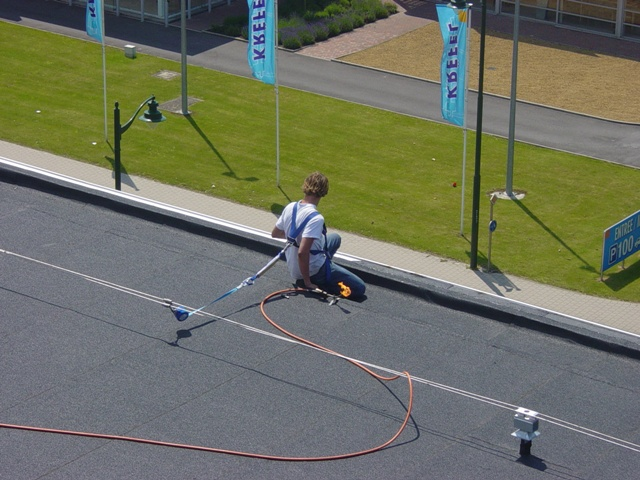
Aanbrengen van bitumineuze dakranden in Anderlecht

De bekendste materialen voor dakbedekking zijn:
- dakpannen, van gebakken klei of van geperste beton
- natuurlijke leisteen of gebakken leien voor leien daken
- hout in de vorm van schaliën voor dakspanen
- stro en riet
- metalen zoals zink, koper, lood
- teer-, bitumen- en asfaltproducten (teer- en bitumenhoudende dakbedekking wordt ook wel dakleer genoemd)
- kunststof (pvc, EPDM)
- glas

Leisteen is betrekkelijk duur per vierkante meter maar heeft een extreem lange levensduur. Een leistenen dak kan 75 tot 150 jaar meegaan, soms zelfs langer. Het aan brengen van een leistenen dak kan in sommige landen evenveel kosten als de rest van het huis. Vaak het eerste onderdeel wat bezwijkt van een oud leistenen dak de oude ijzeren nagels waarmee de leien vastgespijkerd zitten. Deze nagel roesten vaak, waardoor er leien tussenuit vallen. Nagels van koper, of roestvrij staal, zijn het meest geschikt om leien te bevestigen. Als deze zijn aangebracht op een manier waardoor ze beschermd zijn tegen het weer houden ze het vaak zelfs langer uit dan de leien zelf.
Voor de dakbedekking van platte daken wordt er meestal gekozen tussen bitumen en kunststof (pvc, EPDM). De gemiddelde levensduur van dakbedekking op een plat dak is aanzienlijk korter dan veel materialen voor een schuin dak. Bitumen en pvc gaan gemiddeld 25 jaar mee en EPDM 40 jaar. Materialen zoals kleidakpannen of koper, soorten dakbedekking voor een schuin dak, hebben een uiterste levensduur van 100 jaar.
Dakbedekking die in veel landen niet meer gebruikt mag worden, maar nog op veel daken te vinden is, zijn leien van asbestcement.

## Geschiedenis
Vroeger werd vaak materiaal voor dakbedekking gebruikt wat in de omgeving voorhanden was. Toen in het jaar 1452 driekwart van Amsterdam in vlammen opging, werden huizeneigenaren verplicht een bakstenen muur te plaatsen tussen hun huis en dat van de buren, en werden daken van riet in Amsterdam verboden. Dit had als gevolg dat geleidelijk aan karakteristieke houten gevels uit het stadsbeeld verdwenen omdat de zware leien en stenen dakpannen te zwaar waren voor de oude houten spanten. In veel dichtbevolkte gebieden in Nederland vindt er sinds de middeleeuwen al verstening plaats in dichtbebouwde omgevingen om het risico op stadsbranden te verminderen. Vaak worden daken met een bedekking van brandbaar materiaal als riet hierbij vervangen door niet brandbare materialen zoals dakpannen.

## Afbeeldingen

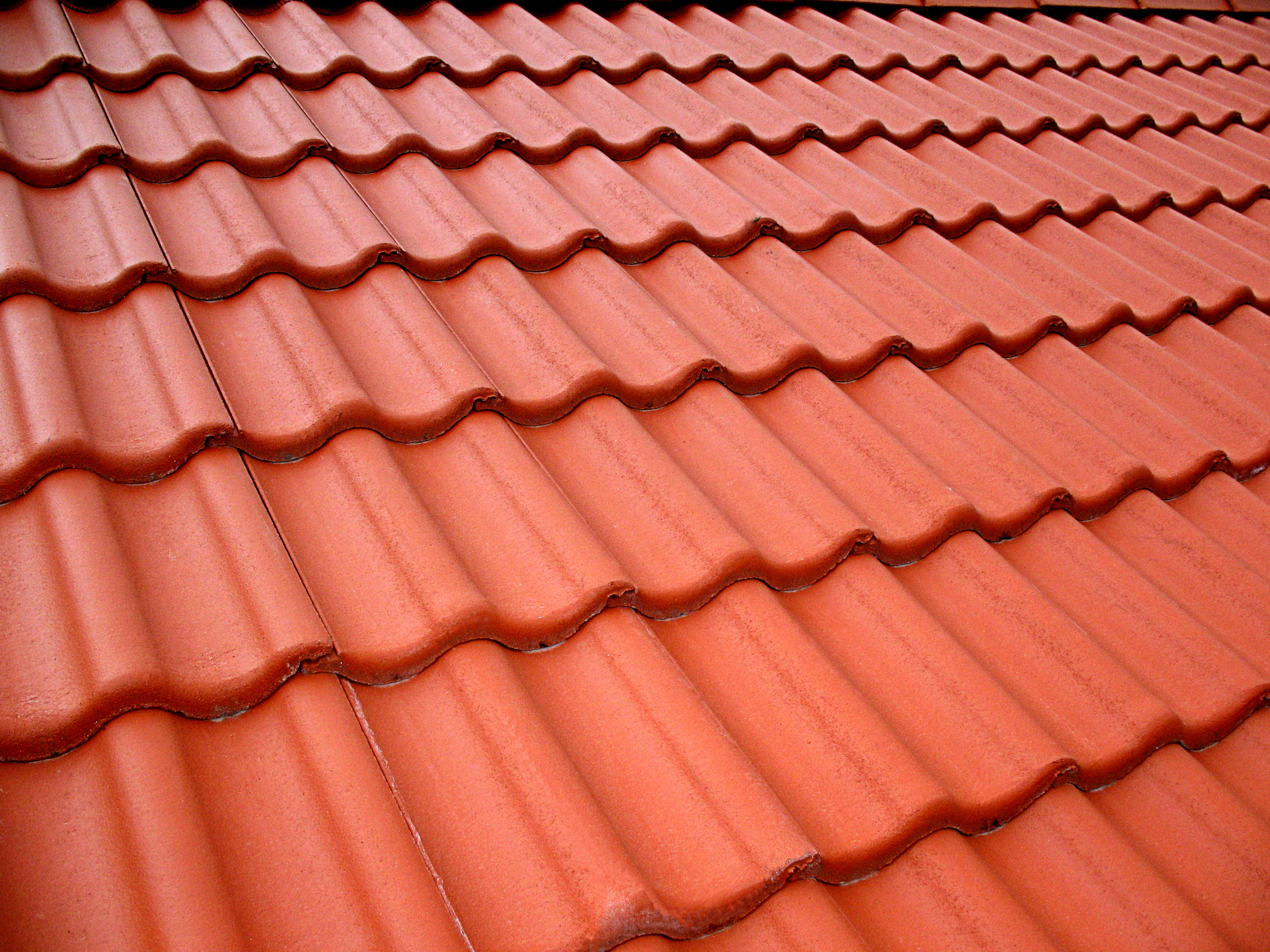
Dakpannen
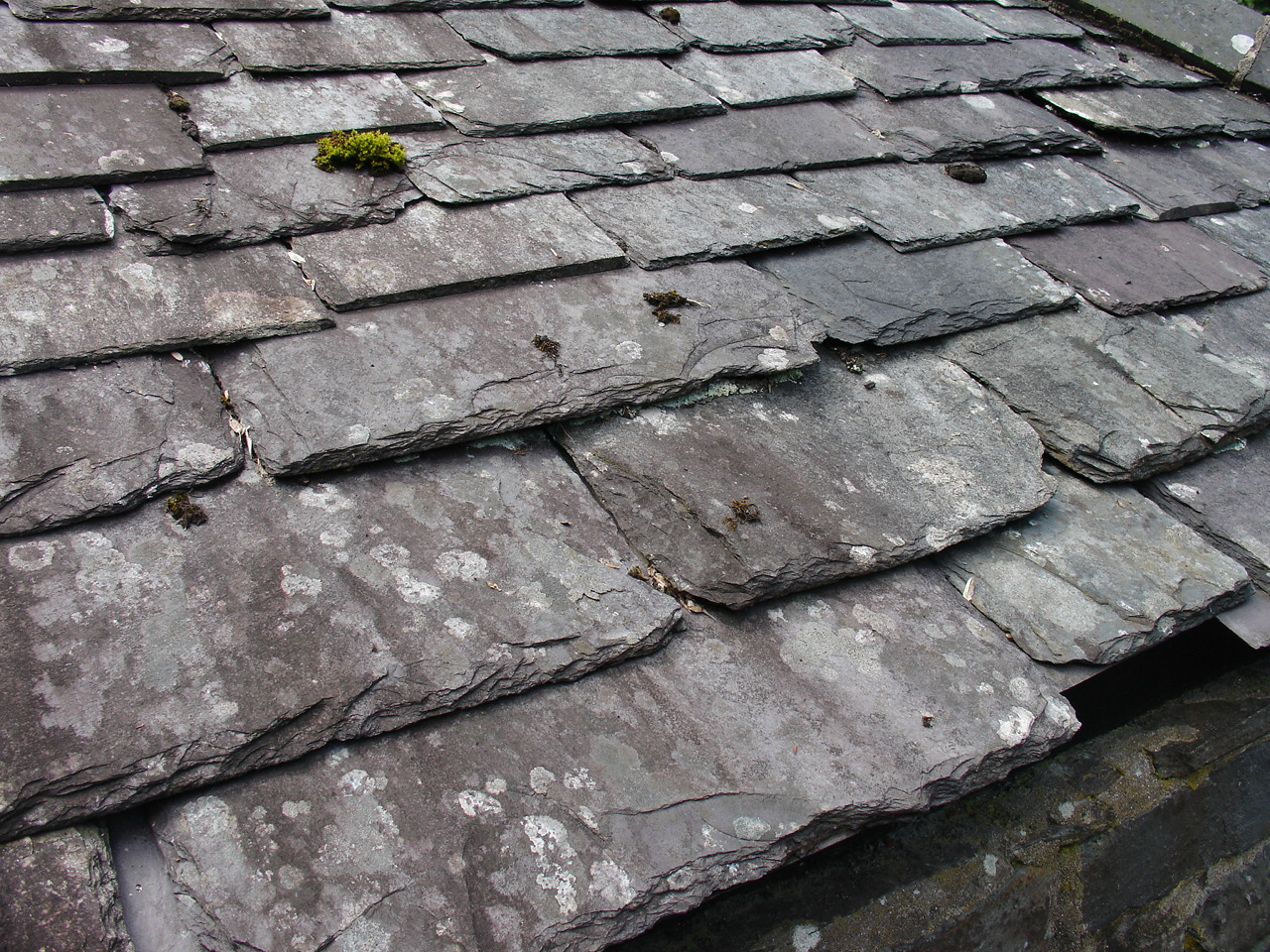
Leisteen
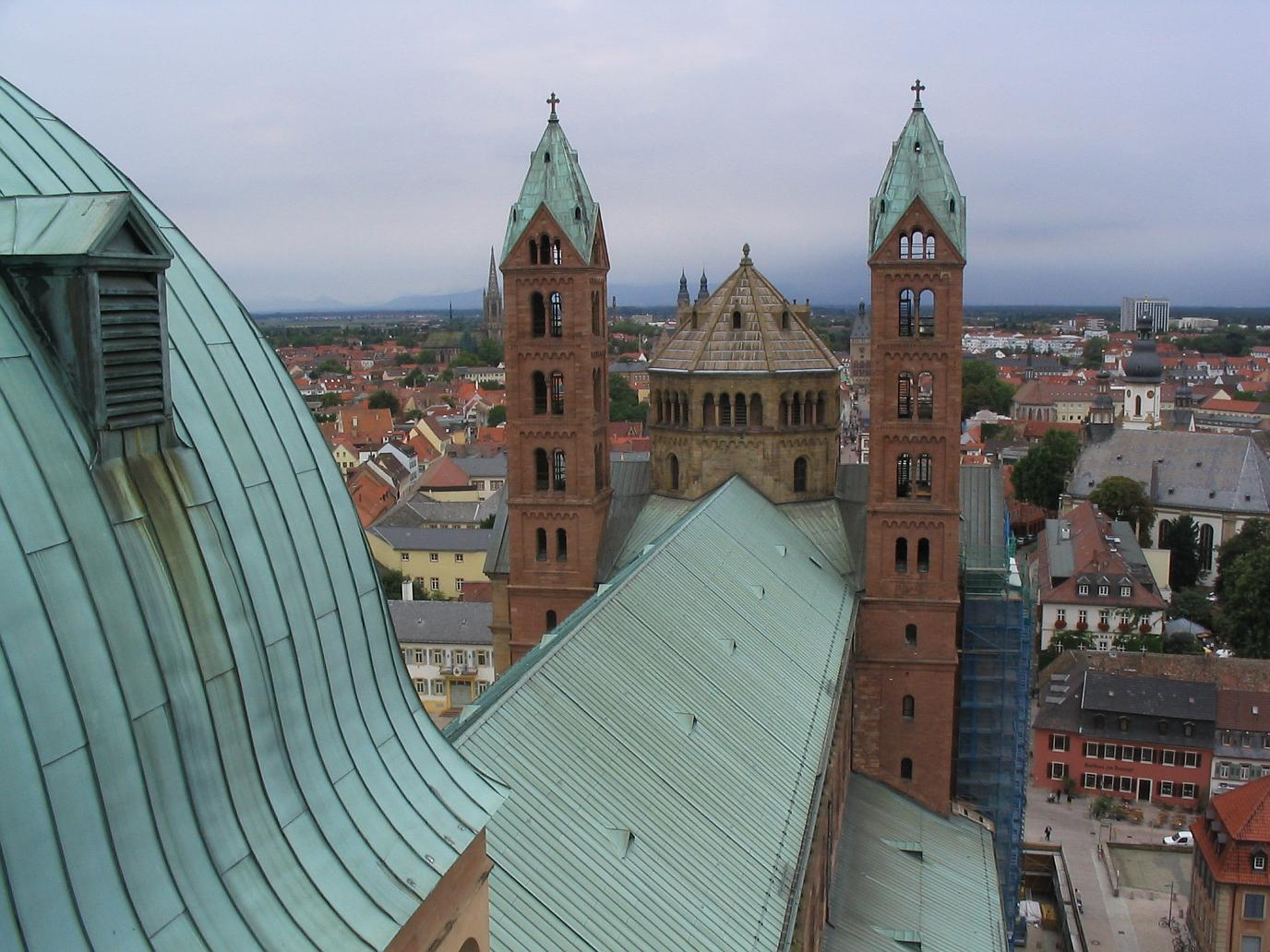
Een koperen dak van een kathedraal
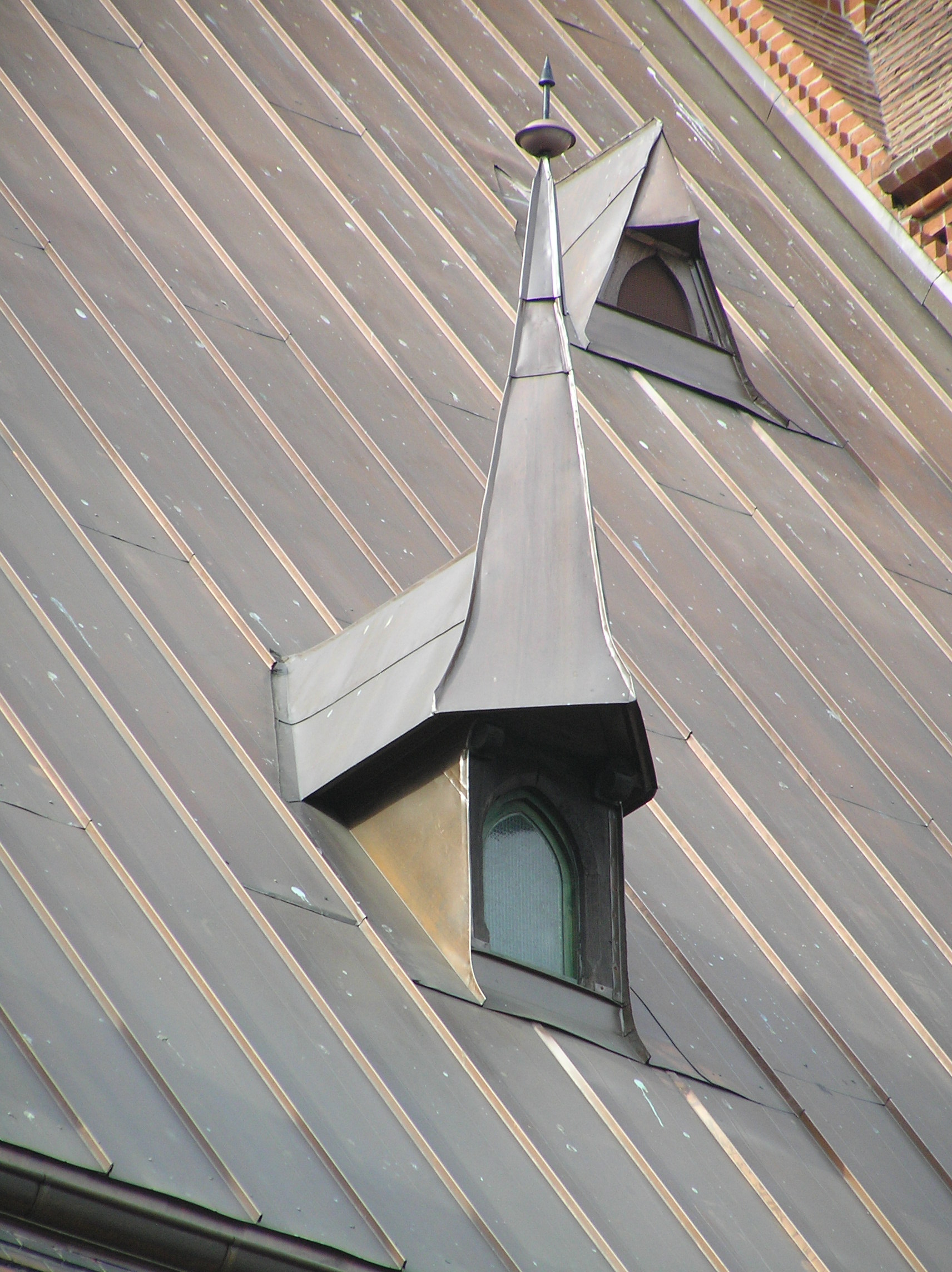
Zink
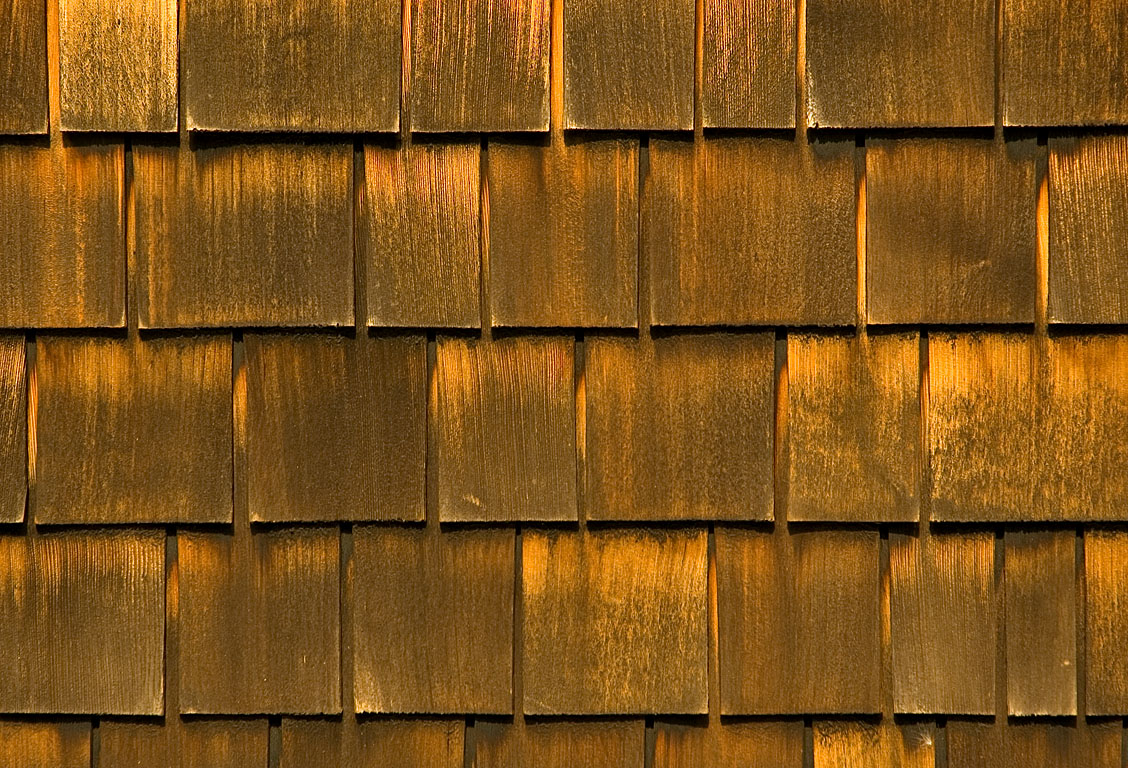
Houten leien
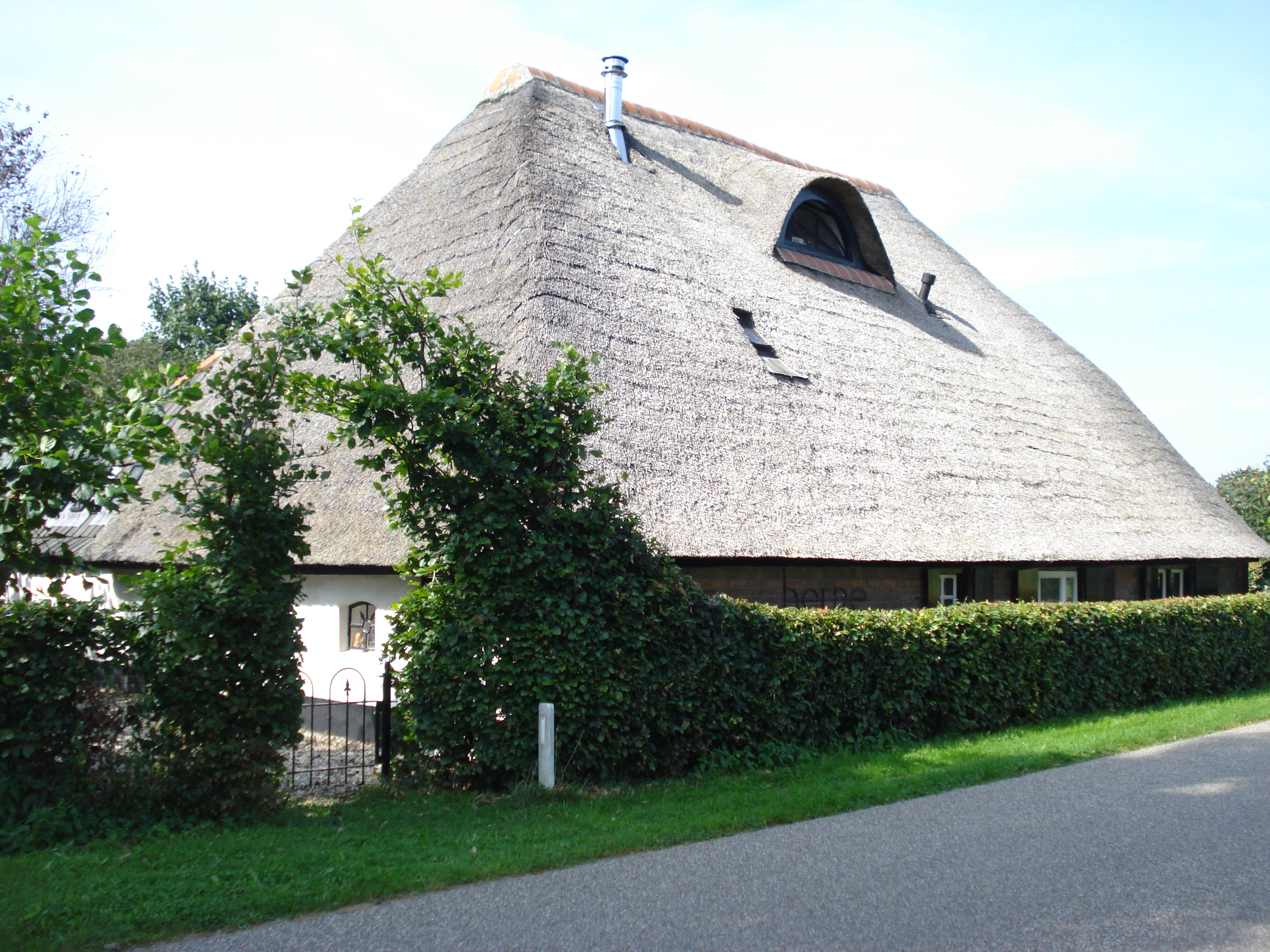
Een rieten dak
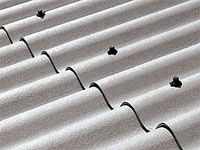
Golfplaat al of niet met asbest
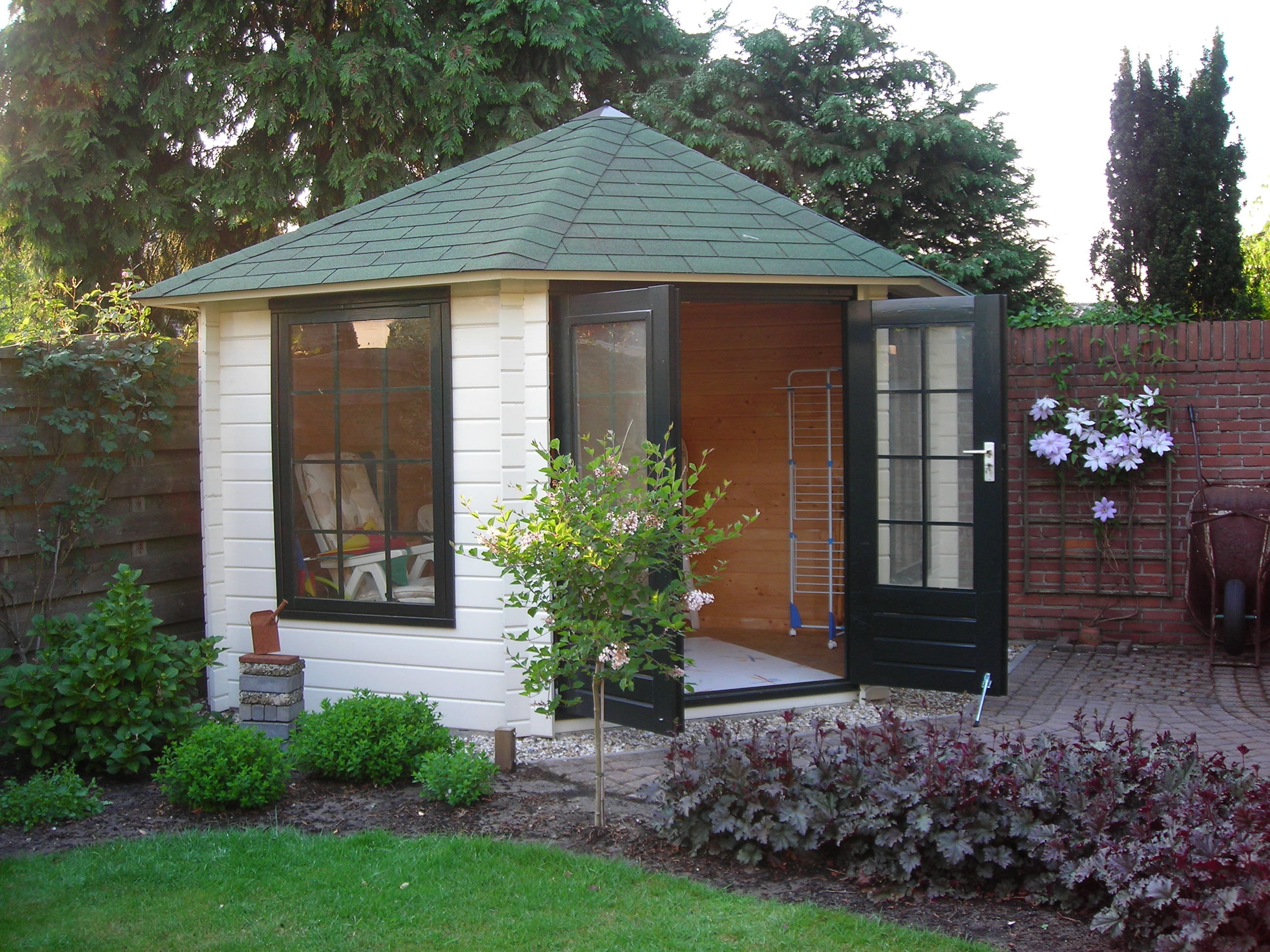
Tuinhuisje met shingles
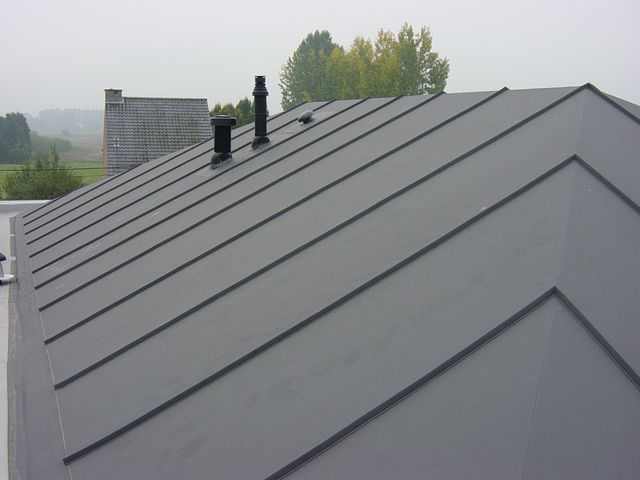
Pvc-dakbedekking met staande naad